# Österreichischer Behindertenrat
Der Österreichische Behindertenrat, ehemals (bis 11. Mai 2017)  die Österreichische Arbeitsgemeinschaft für Rehabilitation (ÖAR), ist die Dachorganisation der Behindertenverbände Österreichs mit Sitz in Wien.

## Struktur und Aufgaben
Der Österreichische Behindertenrat – bis 2017 Österreichische Arbeitsgemeinschaft für Rehabilitation (ÖAR) – umfasst derzeit (2020) mehr als 80 Mitgliedsvereine sowie Partner und ist die Interessenvertretung für Menschen mit Behinderungen in Österreich.
Zu den Hauptaufgaben des Behindertenrates zählt die Mitarbeit in verschiedenen Gremien und Kommissionen, das Vorantreiben und Initiieren politischer Schwerpunktsetzungen auf nationaler und EU-Ebene sowie international, die Organisation und Durchführung von Kongressen und Veranstaltungen sowie Öffentlichkeitsarbeit.

## Mitgestaltung in der Behindertenpolitik
- 1975: Erste Aktivitäten zur Entstehung der ÖNORM B 1600 mit dem Österreichischen Normungsinstitut.[2]
- 1981: Europäisches Jahr der behinderten Menschen. Grundlagenerhebung sozialer Einrichtungen in Österreich.
- 1982: Errichtung der ersten Bau- und Wohnberatungsstelle in einer österreichischen Stadt (Graz) auf Initiative der ÖAR.
- 1985: In Kooperation mit Technikern der TU Wien wird ein blindenspezifisches Informationsmedium entwickelt. BLINFO liefert aktuelle Meldungen in Großdruck und auf Tonband.
- 1986: Mit dem ÖAR-Mitglied Österreichischer Zivil-Invalidenverband wurden Vorarbeiten für die Einführung des Pflegegeldes erbracht.[3]
- 1987: gelingt die Durchsetzung zahlreicher Tarifbegünstigungen wie z. B. ÖBB, Inlandsflüge und Mautstraßen.
- 1992: In Zusammenarbeit mit engagierten Beamten des Sozialministeriums entsteht das „Bundesbehindertenkonzept“.
- 1993: Auf Initiative der ÖAR und unter ihrer Mitarbeit entsteht eine Richtlinie zur Schaffung von österreichweiten Gehsteigabsenkungen (RVS Richtlinie).
- 1997: Auf Initiative und Mitarbeit der ÖAR wurde der Gleichbehandlungsgrundsatz mit dem Artikel 7 in die Verfassung eingefügt.[4] Auf Initiative der ÖAR wurde die Plattform „Nein zur Bio-Medizin-Konvention“ mit über 100 angeschlossenen Gruppen ins Leben gerufen.
- 2000: Mit der Umstrukturierung des ORF wird erstmals mit ÖAR-Vizepräsident Michael Svoboda ein Vertreter behinderter Menschen in den ORF-Publikumsrat entsandt.
- 2003: Europäisches Jahr der Menschen mit Behinderungen.[5] Ein Urteil des  Verfassungsgerichtshofes bewirkt die Aufhebung der Ambulanzgebühr.
- 2004: Die Unfallrentenbesteuerung wird wieder abgeschafft.
- 2021: Die Priorisierung bei der Impfung gegen COVID-19 für behinderte Menschen wird erfolgreich durchgesetzt.[6]

## Präsidenten
- Michael Neider 1976–1982
- Heinrich Schmid 1982–1991
- Klaus Voget 1991–2017
- Herbert Pichler 2017–2021[7][8]
- Michael Svoboda 2021–2022[9]
- Klaus Widl seit 2022[10][11]

## Weblink
- Offizielle Website